# 台北美國學校
台北美國學校，簡稱，
是一所位於台灣台北市士林區天母的私立獨立學校，提供美式教學課程，1949年成立，早期是美国国防部的下屬学校，在1979年，由於美國與中華民國的外交關係終止，台北美國學校改組為私立國際學校。學校是根據台北美國學校基金會與美國在台協會的合約來運作。主要招收在台北的外國僑民子女、美國在台外交官員子女、美國出生的台灣學生。台北美國學校校址的對面即為台北日僑學校。
大多數的台北美國學校的畢業生選擇在美國就讀大學，部份學生則選擇在其他國家就讀大學。應中華民國法律要求，台北美國學校只招收持有外國國籍的學生。

## 學校歷史
台北美國學校的第一次聚會是在1949年9月26日，在長老會神學院在台北市中山北路的地下室舉行，有八個學生參加。這代表著“傳教士時代”的開始，在這時代台灣和美國醫學傳教士有助於創始台北美國學校和提供資源給學生。第一類學生包括美國、歐洲和台灣的學生。
到1951年，在中國大陸的共產黨勝利後，逃脫的傳教士和商界人士大量湧入，造成的招生增長到120名學生。到1952年，為不斷增長的學生提供空間，台北美國學校被迫搬遷到台北市長安東路的臨時建築。
1953年美軍顧問團在台灣成立，1954年美軍協防台灣司令部在台灣成立，因此有大量的美國軍事人員來到台灣。隨著這些軍事人員來到，他們的家庭包括小孩需要美式的教育。台北美國學校成為美國軍事人員的子女求學的地方。1953年夏天，台北美國學校加蓋更多房舍。
1956年，有14位學生畢業於台北美國學校，他們是第一屆的畢業生。屆時，長安校區約有50教師和1000名學生。 1957年，韋恩·奈斯比特先生擔任學校的第一任的總校長。
1958年，台北美國學校購買了22英畝（89,000平方米）土地做為士林校區。1960年3月，幼兒園和低年級生搬進了5棟36間的教室大樓；高年級學校則一直留在長安校區直到1964年，當高年級學校設施完成。到1969年，台北美國學校報名人數達到有史以來的最高點，有近3000名學生。
由於士林校區位於河的兩邊，每當堤防遭到颱風破壞，校園很容易就淹水。
在70年代台灣的經濟轉型之下，外國商人和海外台人開始融入台灣當地經濟，美軍撤離台灣導致台北美國學校招生人數大幅萎縮。台北美國學校慢慢走向轉型的道路。到了七十年代末，在校學生跌至約700名學生。在幾年之內，招生開始再次增加：在海外台灣人持有外國護照紛紛回到台灣，尋找美式的教育學校給他們的小孩就讀。到了八十年代初，大多數學生都是台灣人，同時也是美國公民。
在1989年9月，台北美國學校搬遷至現今的天母校區。為要獲得在天母的政府土地使用權，台北美國學校拿士林校區的土地所有權做交換，來換取天母校區優惠租金長期租賃。
台北美國學校在1999年歡慶建校50週年。作為這次慶祝活動的一部分，台北美國學校出版了一本書記載了學校的歷史： “Ties That Bind”，由前董事魏理庭撰寫。台北美國學校於2009年慶祝成立60週年。

## 校園

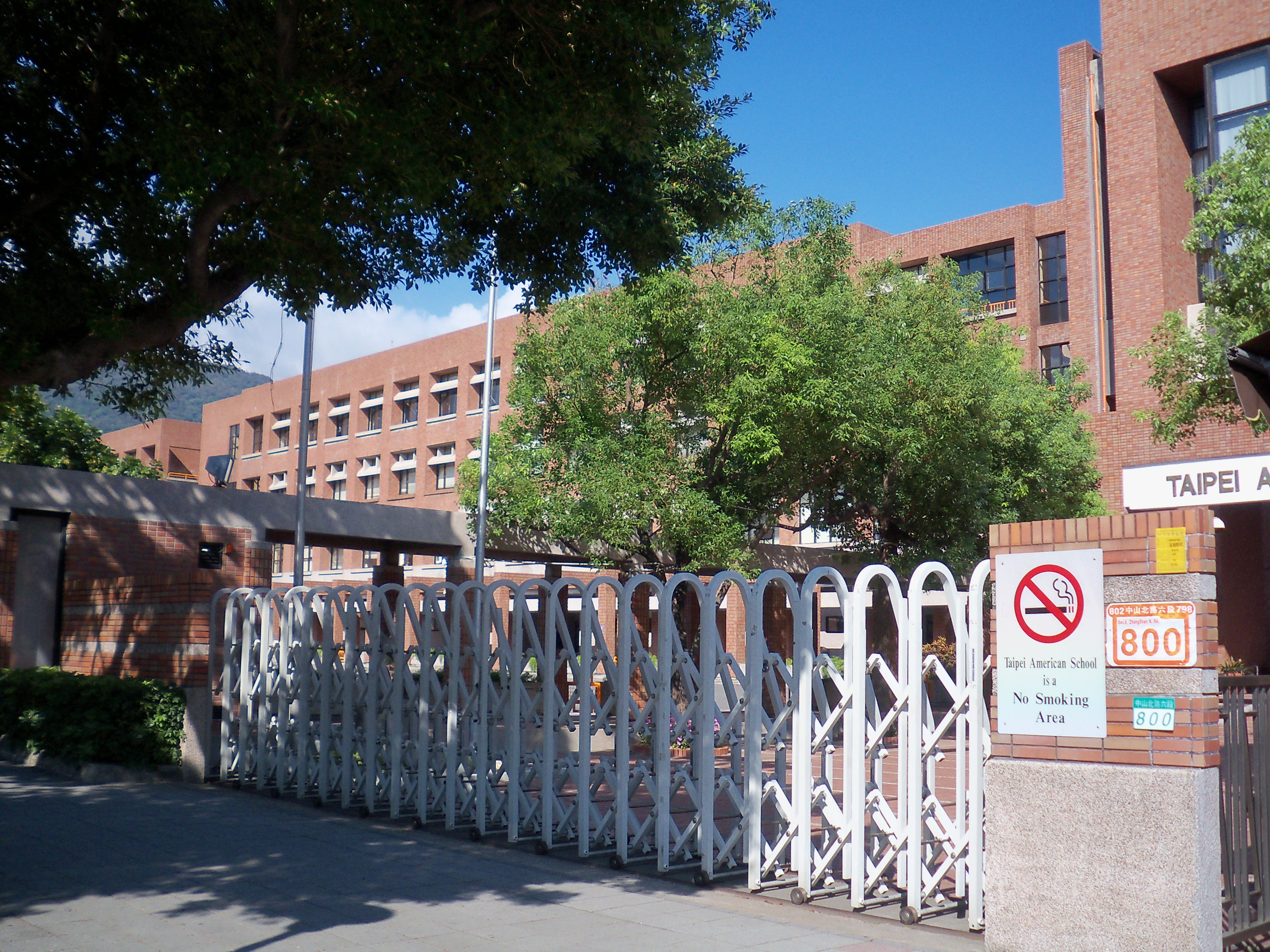
校門

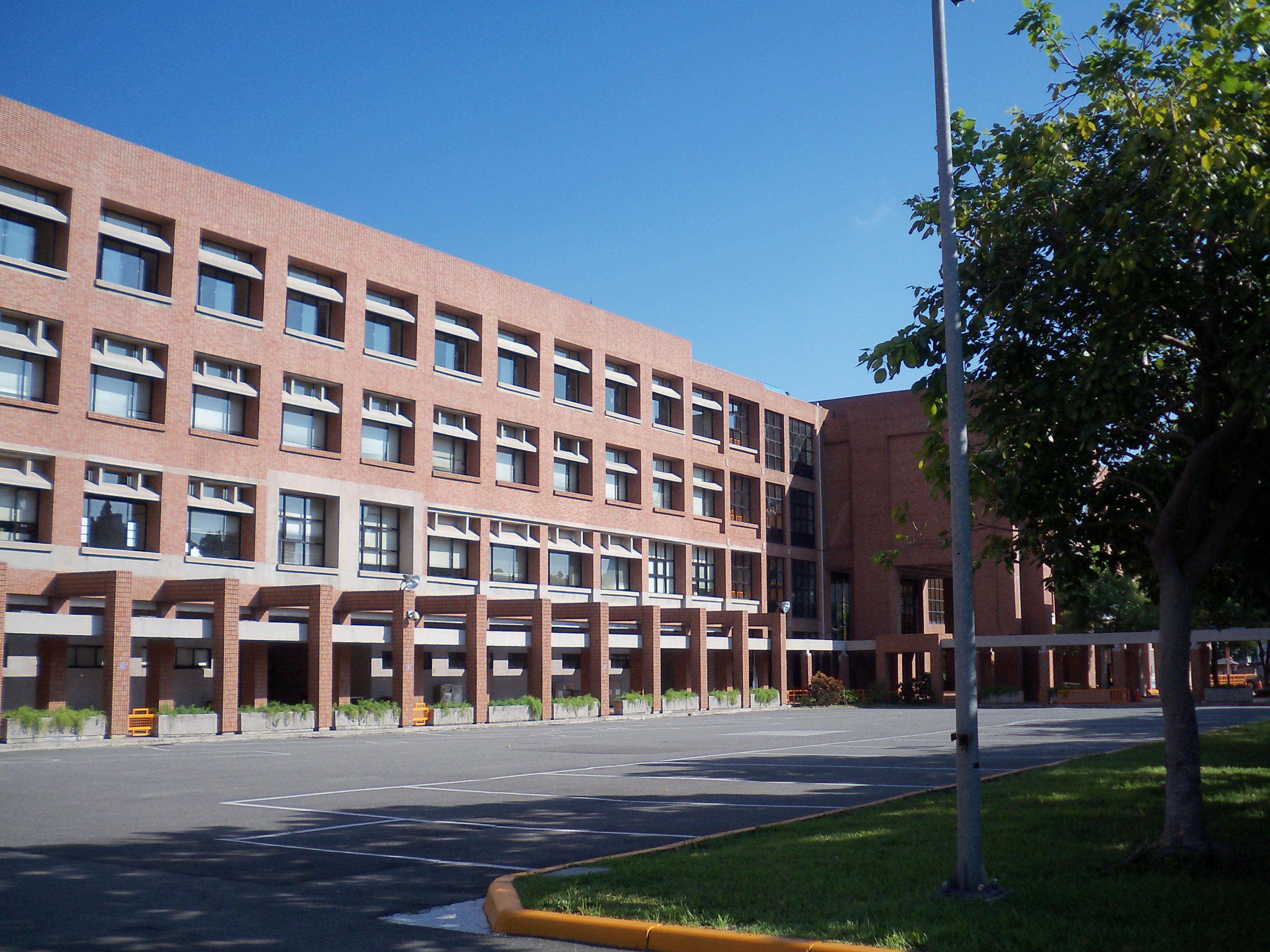
校舍

校園目前是15英畝（61,000平方米），於1989年落成，包括一幢四層樓高的教室大樓。 在2010年9月，台北美國學校在現在的校區破土動工三棟新大樓建設：新的高年級大樓(裡面有科學與科技教室附有研究和機器人實驗室)、劉林藝術中心、另有室內體育館備有室內網球場。
獨立經營的台北青年計劃協會（TYPA）位於台北美國學校和使用校園設施。學校位於正對面台北日僑學校的街道。

## 學校組織架構
台北美國學校分為三個部門：低，中，高學年級學校。低年級學校（小學）包括學前班（即幼稚園），幼稚園，一年級到五年級。中年級學校（初中）包括六至八年級 。高年級學校（高中）包括九到十二年級。每個部門由校長和副校長運行。
學校院長擔任總校長。台北美國學校董事會由九名成員組成，每個當選的為三年任期。董事會成員為無薪制，首要任務為制定和評價所有學校的政策，並監督學校的財務狀況。他們的責任是確保各項資源都足夠且到位去支持學校各個領域的卓越發展，並總是優先考慮學生的利益。董事會每月召開一次會議，並邀請家長和老師出席這些會議。董事會成員由台北美國學校協會選出，台北美國學校協會包括子女就讀TAS的家長或監護人。

## 學生
幼稚園到十二年級學生總註冊人數約為2,291人。

## 學術
高年級學校提供二十四種大學先修課程。另外，學校也提供35種國際文憑大學預科課程。低年級學校是從幼兒園到五年級，中年級學校是從六到八年級，高年級學校是從九到十二年級。九到十二年級是大學預備課程，畢業學生可獲得台北美國學校高中文憑或國際大學預科文憑。幾乎100％的台北美國學校畢業生會繼續升學，絕大多數在美國的大學裡就讀。台北美國學校提供支持服務為輕度學習需要。
"藍與金"是學校報紙名稱，"藍與金"為月刊，每刊通常是八頁彩色 A3大小。手掌是之前學校報紙的名字，"藍與金"報紙曾經贏得美國國家學術出版社協會(NSPA)的多項獎項。

## 認證機構
- 西方學校學院協會（WASC）認證
- 東亞區海外學校委員會（EARCOS）會員
- 東南亞學校校際協會（IASAS）會員

台北美國學校跟以下東南亞學校一起運動比賽和文化交流：
- 曼谷國際學校 - 泰國曼谷
- 雅加達國際學校 - 印尼雅加達
- 馬尼拉國際學校 - 菲律賓馬尼拉
- 吉隆坡國際學校 - 馬來西亞吉隆坡
- 新加坡美國學校 - 新加坡

## 外部連結
- 台北美國學校 （页面存档备份，存于）
- Interscholastic Association of Southeast Asian Schools official website
- Taipei Youth Program Association（页面存档备份，存于）
- U.S. Department of State
- East Asia Regional Council of Overseas Schools (EARCOS) （页面存档备份，存于）

25°06′59″N 121°31′47″E / 25.1164°N 121.5296°E